# Liodessus emaciatus
Liodessus emaciatus är en skalbaggsart som beskrevs av Guignot 1953. Liodessus emaciatus ingår i släktet Liodessus och familjen dykare. Inga underarter finns listade i Catalogue of Life.